# Saison 2 de Lost : Les Disparus
Chronologie
Saison 1 Saison 3
Cet article présente les épisodes de la deuxième saison du feuilleton télévisé Lost : Les Disparus.

## Distribution

### Acteurs principaux
Ceux-ci sont toujours crédités au début de chaque épisode, y compris les épisodes auxquels, occasionnellement, ils ne participent pas.
- Adewale Akinnuoye-Agbaje (VF : Jean-Paul Pitolin) : Eko (épisodes 4 à 24)
- Naveen Andrews (VF : Marc Saez) : Sayid Jarrah
- Emilie de Ravin (VF : Karine Foviau) : Claire Littleton
- Matthew Fox (VF : Xavier Fagnon) : Jack Shephard
- Jorge Garcia (VF : Jérôme Pauwels) : Hugo "Hurley" Reyes
- Maggie Grace (VF : Edwige Lemoine) : Shannon Rutherford (épisodes 1 à 8)
- Josh Holloway (VF : Arnaud Arbessier) : James "Sawyer" Ford
- Malcolm David Kelley (VF : Jules Azem) : Walt Lloyd (épisodes 1, 6, 22 à 24)
- Daniel Dae Kim (VF : Cédric Dumond) : Jin-Soo Kwon
- Yunjin Kim (VF : Jade N'Guyen) : Sun-Hwa Kwon
- Evangeline Lilly (VF : Vanina Pradier) : Kate Austen
- Dominic Monaghan (VF : Vincent Ropion) : Charlie Pace
- Terry O'Quinn (VF : Michel Le Royer) : John Locke
- Harold Perrineau (VF : Daniel Njo Lobé) : Michael Dawson
- Michelle Rodriguez (VF : Géraldine Asselin) : Ana Lucia Cortez
- Cynthia Watros (VF : Véronique Picciotto) : Elizabeth "Libby" Smith (épisodes 4 à 24)

## Invités
- Henry Ian Cusick (VF : Bruno Choël) : Desmond Hume (épisodes 1, 2, 3, 23 et 24)
- Ian Somerhalder (VF : Sébastien Desjours) : Boone Carlyle (épisodes 6 et 7)

## Épisodes

### Épisode 1:La Descente
- États-Unis /  Canada : 21 septembre 2005 sur ABC / CTV[1]
- Belgique : 20 mars 2006 sur RTL-TVI
- Québec : 20 avril 2006 sur Radio-Canada
- Suisse : 1er juin 2006 sur TSR1
- France : 15 juillet 2006 sur TF1

- États-Unis : 23,47 millions de téléspectateurs[2] (première diffusion)

- John Terry (VF : Bernard Lanneau) (Dr Christian Shephard)
- Henry Ian Cusick (VF : Bruno Choël) (Desmond Hume)
- Julie Bowen (VF : Juliette Degenne) (Sarah)
- Anson Mount (VF : David Krüger) (Kevin; le fiancé de Sarah)

Suite de la 44e nuit. Un homme se réveille dans un appartement doté d’équipements surannés (ordinateur avec écran en mode terminal, tourne disque pour vinyles). Il se fait une piqûre de médicament et est surpris par un coup sourd. Aussitôt il s’équipe pour défendre son appartement, qui est en fait au fond du tunnel dont Locke vient de faire sauter la trappe. En haut, Jack et Locke observent l’ouverture sous la trappe, c’est un puits de section carrée profond d’au moins 12 mètres, et d'au maximum 15, dans lequel descend le début d’une échelle. Constatant que l’échelle est brisée et ne permet pas d’atteindre le fond, ils doivent renoncer à utiliser la structure pour cacher le groupe. Ils se rendent compte que le mot quarantaine est écrit à l’intérieur de la trappe (ce qui voudrait dire qu’ils sont dans une zone contaminée).
Au camp des grottes, Shannon part dans la forêt chercher le chien, et a une vision de Walt trempé, dégoulinant, qui essaie de lui dire quelque chose.
Locke et Kate, qui ont vu le monstre clairement lors de l’attaque, s'accordent sur le fait qu'il s'agit d'un nuage noir. 
Locke décide de descendre dans la structure malgré l’avis de Jack, Kate le rejoint, descend la première par une corde de fortune (une tresse de câbles de l’avion) que Locke retient, et se fait enlever dans un grand flash de lumière une fois arrivée en bas. Au camp, Jack s’inquiète pour Kate et retourne à la trappe, déserte, où il descend à son tour par la corde laissée par Locke. Il arrive en bas, suit le tunnel qui passe devant une masse magnétique (qui soulève la clé qu'il a autour du cou), et aboutit dans une salle remplie d’ordinateurs des années 1980 qui fonctionnent à plein, et il se fait surprendre par l'occupant (Desmond).
Résumé du flashback
- Cet épisode est centré sur Jack.

### Épisode 2:Seuls au monde
- États-Unis : 28 septembre 2005 sur ABC
- Belgique : 27 mars 2006 sur RTL-TVI
- Québec : 27 avril 2006 sur Radio-Canada
- Suisse : 1er juin 2006 sur TSR1
- France : 15 juillet 2006 sur TF1

- États-Unis : 23,17 millions de téléspectateurs[3](première diffusion)

- Henry Ian Cusick (VF : Bruno Choël) (Desmond Hume)
- Saul Rubinek (VF : Paul Borne) (l'avocat)
- Tamara Taylor (VF : Annie Milon) (Susan Lloyd)

Suite de la 44e nuit. On apprend ce qui s’est passé à la fin de l’épisode précédent lorsque Locke s’est fait capturer par l’habitant de la structure. Sur le radeau, Michael et Sawyer ont survécu à l’attaque, mais se font attaquer par un requin. Dans la structure, l’habitant attend quelqu'un (Are you him ?) ; un mur est couvert de marques d’un calendrier de Robinson. L’habitant (il s’appelle Desmond) capture Jack à son tour ; Jack et lui s’étaient déjà rencontrés auparavant. Le 45e jour, les courants ramènent les restes du radeau sur l’île.
Résumé du flashback
- Cet épisode est centré sur Michael.
- Locke dit à Desmond que l'avion s’est écrasé 44 jours auparavant, et qu’ils sont 43 survivants (il ne sait pas que Walt et Jin ont disparu).
Lorsque Sawyer rejoint un autre morceau du radeau, on voit passer le requin pendant un quart de seconde. L'image sur pause révèle que le requin est « tagué » par le sigle du Projet Dharma.

### Épisode 3:108 minutes
- États-Unis : 5 octobre 2005 sur ABC
- Belgique : 3 avril 2006 sur RTL-TVI
- Québec : 27 avril 2006 sur Radio-Canada
- Suisse : 1er juin 2006 sur TSR1
- France : 22 juillet 2006 sur TF1

- États-Unis : 22,38 millions de téléspectateurs[4] (première diffusion)

- Henry Ian Cusick (VF : Bruno Choël) (Desmond Hume)
- Katey Sagal (VF : Ariane Deviègue) (Helen Norwood)
- Kevin Tighe (VF : Marc Cassot) (Anthony Cooper)

Michael et Sawyer retrouvent Jin, vivant mais poursuivi (le compte passe à 42), et se font capturer par un groupe équipé d’armes de fortunes (le genre d’armes que les survivants auraient dû fabriquer depuis longtemps) et sont jetés au fond d’une fosse.
Dans la structure, Desmond est désarmé, mais une balle perdue casse un des ordinateurs. Desmond leur raconte qu’il était skipper solitaire lorsqu'il a fait naufrage sur l'île il y a trois ans : un certain Kelvin l'a poussé à se réfugier dans la structure où il faut actionner un dispositif pour sauver le monde. L'ordinateur étant cassé, ils ne peuvent plus pousser sur le bouton. Un petit film datant de la fin des années 1970 leur explique que c’est la station 3, une espèce de laboratoire expérimental en recherches diverses, monté par la fondation Dharma initiative, prévu pour fonctionner à deux personnes, et qu’en raison d’une condition particulière de sécurité liée à l'anomalie magnétique de l'île, il faut pousser le bouton toutes les 108 minutes (sinon, quelque chose de terrible arrive). Lorsque Kelvin est mort, Desmond a pris la relève, et il attend d’être relevé à son tour.
Dans leur fosse, Michael, Sawyer et Jin sont rejoints par Ana-Lucia, qui a survécu au crash, puis, pendant tout ce temps, seule sur cette île, avant d'être attrapée par le groupe armé (le compte passe à 43 survivants). Kate sort de la station par la porte de devant et va chercher Sayid pour réparer l'ordinateur.
Résumé du flashback
- Cet épisode est centré sur Locke.
- La date du film apparaît brièvement : 1980. On apprend également sur la vidéo qu'un incident a eu lieu sur la station.
- Desmond indique à Jack que le film est caché dans la bibliothèque, derrière Le Tour d'écrou, une nouvelle d'Henry James.

### Épisode 4:Le Mal-Aimé
- États-Unis /  Canada : 12 octobre 2005 sur ABC / CTV
- Belgique : 10 avril 2006 sur RTL-TVI
- Québec : 4 mai 2006 sur Radio-Canada
- Suisse : 8 juin 2006 sur TSR1
- France : 22 juillet 2006 sur TF1

- États-Unis : 21,66 millions de téléspectateurs[5] (première diffusion)
- Canada : 1,949 million de téléspectateurs[6]

- L. Scott Caldwell (VF : Mireille Delcroix) (Rose)
- Sam Anderson (VF : Jean-Pierre Leroux) (Bernard)
- Lillian Hurst (VF : Tamila Mesbah) (Carmen)
- Marguerite Moreau (Starla)
- DJ Qualls (VF : Donald Reignoux) (Johnny)
- Kimberley Joseph (VF : Anne Massoteau) (Cindy)

Le 45e jour, les survivants ont décidé de se relayer pour taper le code. Ana-Lucia a menti, elle est du côté du groupe armé. Le 45e jour, le groupe s’avère composé de survivants du vol 815 (23 personnes au départ) ; apparemment, ils étaient assis dans la queue de l’appareil ; ils libèrent Michael, Jin et Sawyer et les emmènent dans leur repaire. Sayid et Jack explorent la station, Kate y prend une douche.
Résumé du flashback
- Cet épisode est centré sur Hurley.

### Épisode 5:Retrouvés…
- États-Unis /  Canada : 19 octobre 2005 sur ABC / CTV
- Belgique : 17 avril 2006 sur RTL-TVI
- Québec : 4 mai 2006 sur Radio-Canada
- Suisse : 8 juin 2006 sur TSR1
- France : 29 juillet 2006 sur TF1

- États-Unis : 21,38 millions de téléspectateurs[7] (première diffusion)

- Sam Anderson (VF : Jean-Pierre Leroux) (Bernard)
- Tony Lee (Jae Lee)
- June Kyoto Lu (Mme Paik)
- Kimberley Joseph (VF : Anne Massoteau) (Cindy)

Le 47e jour, Michael, Sawyer et Jin sont toujours prisonniers du groupe d'Ana-Lucia, dont il apparaît qu'il a été presque décimé (ils ne sont plus que cinq). Le groupe les emmène chercher des poissons avant de partir à travers l'île rejoindre le groupe de Jack. Le petit groupe est constitué d'Eko, Bernard (le mari de Rose), Ana-Lucia et deux femmes. Michael s'enfuit dans la jungle à la recherche de Walt, Jin et Eko essaient de le rejoindre. Ils trouvent le cadavre d'un certain Goodwin qui faisait partie du petit groupe, tué par les « Autres », puis croisent un groupe d'adultes et d'enfants, possiblement prisonniers, donc Eko et Jin doivent se cacher.
Résumé du flashback
- Cet épisode est centré sur Jin & Sun.

### Épisode 6:Abandonnée
- États-Unis /  Canada : 9 novembre 2005 sur ABC / CTV
- Belgique : 24 avril 2006 sur RTL-TVI
- Québec : 11 mai 2006 sur Radio-Canada
- Suisse : 8 juin 2006 sur TSR1
- France : 29 juillet 2006 sur TF1

- États-Unis : 20,01 millions de téléspectateurs[8] (première diffusion)
- Canada : 1,825 million de téléspectateurs[9]

- L. Scott Caldwell (VF : Mireille Delcroix) (Rose)
- Sam Anderson (VF : Jean-Pierre Leroux) (Bernard Nadler)
- Lindsay Frost (VF : Pauline Larrieu) (Sabrina Rutherford)
- François Guétary (Philippe)
- Ian Somerhalder (VF : Sébastien Desjours) (Boone Carlyle)
- Kimberley Joseph (VF : Anne Massoteau) (Cindy)

Jin et Eko ont rejoint Michael, l'ont convaincu de revenir avec eux, puis ils rejoignent le petit groupe d'Ana-Lucia. La 47e nuit, Shannon a une autre vision de Walt. Le 48e jour, on apprend l'histoire du petit groupe : ils ont été attaqués la première nuit par les « Autres » qui ont enlevé trois d'entre eux, puis deux semaines plus tard où ils en ont enlevé neuf. La blessure de Sawyer (lors de l'attaque du radeau) s'aggrave et le petit groupe doit couper par les terres. Un orage survient et assombrit la jungle ; Sayid à son tour voit Walt. Le petit groupe est cerné par les chuchotements et l'une d'entre eux (Cindy) disparaît.
Résumé du flashback
- Cet épisode est centré sur Shannon.
- Shannon meurt dans cet épisode.

### Épisode 7:Les Autres 48 jours
- États-Unis /  Canada : 16 novembre 2005 sur ABC / CTV
- Belgique : 1er mai 2006 sur RTL-TVI
- Québec : 18 mai 2006 sur Radio-Canada
- Suisse : 15 juin 2006 sur TSR1
- France : 5 août 2006 sur TF1

- États-Unis : 21,87 millions de téléspectateurs[10] (première diffusion)
- Canada : 2,105 millions de téléspectateurs[11]

- Sam Anderson (VF : Jean-Pierre Leroux) (Bernard)
- Kimberley Joseph (VF : Anne Massoteau) (Cindy)
- Brett Cullen (VF : Guy Chapellier) (Goodwin Stanhope)
- Josh Randall (VF : Lionel Tua) (Nathan)
- Glenn Lehmann (Donald)
- Kiersten Havelock (Emma)
- Mickey Graue (Zack)

- Cet épisode est centré sur les survivants de la queue de l'avion.

### Épisode 8:La Rencontre
- États-Unis : 23 novembre 2005 sur ABC
- Belgique : 8 mai 2006 sur RTL-TVI
- Québec : 25 mai 2006 sur Radio-Canada
- Suisse : 15 juin 2006 sur TSR1
- France : 5 août 2006 sur TF1

- États-Unis : 19,29 millions de téléspectateurs[12] (première diffusion)

- L. Scott Caldwell (VF : Mireille Delcroix) (Rose)
- Sam Anderson (VF : Jean-Pierre Leroux) (Bernard)
- Rachel Ticotin (VF : Josiane Pinson) (le capitaine Teresa Cortez)
- Michael Cudlitz (Mike Walton)
- Aaron Colt (Jason Elder)
- Mark Gilbert (Dét. Raggs)
- Rick Overton (VF : Denis Boileau) (Matthew Reed)
- Matt Moore (Travis)

Suite du 48e jour. Ana-Lucia a tiré sur Shannon en la prenant pour un des « Autres », Sayid est fou de rage. Ana-Lucia ne veut pas laisser partir Sayid. Eko emmène Sawyer et trouve le groupe de Jack, Sawyer est dans une situation critique. Avec Ana-Lucia, la situation tourne à la prise d’otage, et les deux groupes s’apprêtent à s’affronter. Bernard, Libby et Jin l’abandonnent et rejoignent la plage.
Résumé du flashback
- Cet épisode est centré sur Ana-Lucia.

### Épisode 9:Message personnel
- États-Unis : 30 novembre 2005 sur ABC
- Belgique : 15 mai 2006 sur RTL-TVI
- Québec : 1er juin 2006 sur Radio-Canada
- Suisse : 15 juin 2006 sur TSR1
- France : 12 août 2006 sur TF1

- États-Unis : 21,54 millions de téléspectateurs[13] (première diffusion)

- Fredric Lehne (VF : Michel Derain) (Marshall Edward Mars)
- François Chau (VF : Patrick Osmond) (Dr Marvin Candle)
- Beth Broderick (VF : Monique Nevers) (Diane Janssen)
- Lindsey Ginter (VF : Hervé Jolly) (Sgt. Sam Austen)

Le 49e jour, Kate voit un cheval noir dans la jungle. Elle est hantée par le fantôme de son père qui semble parler à travers Sawyer, encore inconscient. Shannon est enterrée. Jin se fait enlever les menottes. Sawyer se réveille. Eko et Locke visionnent le bout de film trouvé dans leur première cache : c’est un avertissement, extrait retiré du premier film, indiquant qu’il est interdit et dangereux d’utiliser l’ordinateur à autre chose qu’entrer le code, y compris et surtout pour communiquer avec l’extérieur. Et presque au même moment Michael reçoit un message sur l’ordinateur , avec le message suivant "Dad?". Il se pourrait que ce soit son fils qui essaye de communiquer avec lui.
Résumé du flashback
- Cet épisode est centré sur Kate.
- Quand Kate parle à son père, un reportage sur Sayid passe à la télévision

### Épisode 10:Le Psaume 23
- États-Unis : 11 janvier 2006 sur ABC
- Belgique : 22 mai 2006 sur RTL-TVI
- Québec : 8 juin 2006 sur Radio-Canada
- Suisse : 22 juin 2006 sur TSR1
- France : 12 août 2006 sur TF1

- États-Unis : 20,56 millions de téléspectateurs[14] (première diffusion)

- Adetokumboh McCormack (VF : Lucien Jean-Baptiste) (Yemi)

Le 50e jour, lorsque Eko voit la statuette de Charlie, il réagit comme s'il en connaissait l'origine, et les flashbacks nous guident dans ce sens. Il obtient de Charlie qu'il l'emmène à l'avion. Sur place, ils croisent la fumée noire, puis retrouvent le corps du prêtre nigérian. La fumée noire revient, menace Eko puis s'en va mystérieusement. Nous apprenons finalement l'histoire de l'avion, sa cargaison et son équipage jusqu'au moment de son décollage (on ne sait toujours pas ce qu'il fait au milieu du Pacifique s'il est parti du Nigeria). Ayant vu le contenu de la statuette, Claire décide de s'éloigner de Charlie. Michael parvient à communiquer avec Walt qui le prévient de quelque chose d'important.
Résumé du flashback
- Cet épisode est centré sur M. Eko.
- Michael arrive à communiquer avec Walt ; en temps normal, le prompt est bloqué en dehors de la saisie du code, mais la communication semble avoir été établie à l'initiative de Walt.

### Épisode 11:En territoire ennemi
- États-Unis : 18 janvier 2006 sur ABC
- Belgique : 29 mai 2006 sur RTL-TVI
- Québec : 15 juin 2006 sur Radio-Canada
- Suisse : 22 juin 2006 sur TSR1
- France : 19 août 2006 sur TF1

- États-Unis : 19,13 millions de téléspectateurs[15] (première diffusion)

- John Terry (VF : Bernard Lanneau) (Dr Christian Shephard)
- M.C. Gainey (VF : Pascal Renwick) (Mr Friendly)
- Monica Dean (VF : Magali Barney) (Gabriela)
- Ronald Guttman (Angelo)
- Julie Bowen (VF : Juliette Degenne) (Sarah)

Le 51e jour, Michael assomme Locke et s’en va après Walt. Jack, Locke et Sawyer partent à sa poursuite. Après plusieurs heures de marche vers le nord, ils entendent Michael tirer des coups de feu. La 51e nuit, le pirate qui dirigeait l’équipe qui a enlevé Walt les arrête ; il fait partie des « Autres ». Sawyer lui tient tête et se fait érafler par une balle tirée des alentours. Les « Autres » sont assez nombreux (au moins une quinzaine les cerne) ; le pirate explique que l’île est à eux, que les survivants sont tolérés, et qu’ils ne doivent pas s’approcher plus que cela. Le 52e jour, Jack, Locke et Sawyer retournent au camp de la plage.
Résumé du flashback
- Cet épisode est centré sur Jack.
- Sans Michael, ils sont 44 survivants et 14 disparus (Walt, Michael, Cindy, Eli, Jed, Nancy, Emma, Zach et six non nommés du groupe de queue).

### Épisode 12:Le Baptême
- États-Unis /  Canada : 25 janvier 2006 sur ABC / CTV
- Belgique : 5 juin 2006 sur RTL-TVI
- Québec : 22 juin 2006 sur Radio-Canada
- Suisse : 22 juin 2006 sur TSR1
- France : 19 août 2006 sur TF1

- États-Unis : 19,05 millions de téléspectateurs[16] (première diffusion)
- Canada : 2,133 millions de téléspectateurs[17]

- Neil Hopkins (VF : Emmanuel Garijo) (Liam)
- Vanessa Branch (Karen)

Le 52e jour, Charlie se réveille d’un cauchemar. Il tente de reparler à Claire. La 52e nuit, il est sur la plage avec le bébé. Le 53e jour, il demande conseil à Locke et Eko, et se met en tête que le bébé est en danger et qu’il doit être baptisé (par Eko). Hurley et Libby se rapprochent. Charlie lutte contre la tentation d’utiliser la drogue de la statuette ; Locke le surprend avec sa cachette pleine de statuettes et perd la confiance qu’il avait en lui. La 53e nuit, Charlie déclenche un incendie, enlève Aaron et veut le baigner dans les vagues pour le baptiser. Le 54e jour, Claire, rendue dubitative par Charlie, demande à Eko de les baptiser tous les deux ; Locke met les statuettes au coffre.
Résumé du flashback
- Cet épisode est centré sur Charlie.
- On peut lire "fate" (destin) sur les doigts de Charlie au début de l'épisode

### Épisode 13:Conflits
- États-Unis /  Canada : 8 février 2006 sur ABC / CTV
- Belgique : 12 juin 2006 sur RTL-TVI
- Québec : 29 juin 2006 sur Radio-Canada
- Suisse : 29 juin 2006 sur TSR1
- France : 26 août 2006 sur TF1

- États-Unis : 18,74 millions de téléspectateurs[18] (première diffusion)
- Canada : 2,043 millions de téléspectateurs[19]

- Beth Broderick (VF : Monique Nevers) (Diane Janssen)
- Kevin Dunn (VF : Jacques Bouanich) (Gordy)
- Kim Dickens (VF : Barbara Tissier) (Cassidy Phillips)

Le 55e jour, Jack et Locke s’entendent pour conserver les armes dans le coffre. Jack récupère des médicaments de la tente de Sawyer, ce qui rend ce dernier furieux. Jack et Ana-Lucia parlent d’entraîner une petite armée. Quelqu'un tente d’enlever Sun. Au vu de certains éléments suspects, Kate et Sawyer pensent que c’est Ana-Lucia qui est derrière cette tentative, dans le but de motiver les survivants de la plage vers une meilleure défense. Sawyer prévient Locke, celui-ci cache les armes. La 55e nuit, Sawyer s’empare des armes. Durant tout cet épisode, il a utilisé ses talents d’arnaqueur pour manipuler Jack, Locke et Kate qui se sent profondément touchée à la suite de leur récent rapprochement.
Résumé du flashback
- Cet épisode est centré sur Sawyer.

### Épisode 14:Un des leurs
- États-Unis : 15 février 2006 sur ABC
- Belgique : 19 juin 2006 sur RTL-TVI
- Suisse : 29 juin 2006 sur TSR1
- Québec : 6 juillet 2006 sur Radio-Canada
- France : 26 août 2006 sur TF1

- États-Unis : 18,20 millions de téléspectateurs[20] (première diffusion)

- Clancy Brown (VF : José Luccioni) (Kelvin Joe Inman)
- Mira Furlan (VF : Véronique Augereau) (Danielle Rousseau)
- Lindsey Ginter (VF : Hervé Jolly) (Sgt. Sam Austen)
- Marc Casabani (Tariq)
- Theo Rossi (VF : Constantin Pappas) (Sgt. Buccelli)
- Michael Emerson (VF : Jean-Luc Kayser) (Henry Gale)

Le 56e jour, Danielle vient chercher Sayid, elle a attrapé un des « Autres » dans un de ses pièges : un certain Henry. Sayid le décroche et Danielle lui tire dessus (avec une arbalète) lorsqu'il essaie de s’enfuir. Sayid le ramène à la station pour l’interroger avec Locke. Il raconte qu’il s’est écrasé sur l’île avec sa femme quatre mois auparavant, en ballon. Ils s’étaient installés dans des grottes près des plages au nord de l’île, elle est tombée malade et est morte trois semaines auparavant. Jack lui soigne sa blessure, avant que Sayid ne s’enferme avec lui dans l’armurerie pour le faire parler (le torturer), au grand dépit de Jack.
Résumé du flashback
- Cet épisode est centré sur Sayid.
- Locke manque de taper le code à temps : l’alarme hurle, le compteur défile à toute vitesse, passe dans le rouge, et commence à afficher des hiéroglyphes.

### Épisode 15:Congés de maternité
- États-Unis : 1er mars 2006 sur ABC
- Belgique : 26 juin 2006 sur RTL-TVI
- Suisse : 29 juin 2006 sur TSR1
- Québec : 13 juillet 2006 sur Radio-Canada
- France : 2 septembre 2006 sur TF1

- États-Unis : 16,43 millions de téléspectateurs[21] (première diffusion)

- Mira Furlan  (VF : Véronique Augereau) (Danielle Rousseau)
- William Mapother  (VF : Bertrand Liebert)(Ethan Rom)
- Michael Emerson  (VF : Jean-Luc Kayser) (Henry Gale)
- Tania Raymonde  (VF : Adeline Moreau)(Alex Rousseau)
- M.C. Gainey  (VF : Pascal Renwick) (Mr Friendly)

- Cet épisode est centré sur Claire (tous les flashbacks de Claire se situent après le crash).

### Épisode 16:Toute la vérité
- États-Unis : 22 mars 2006 sur ABC
- Belgique : 3 juillet 2006 sur RTL-TVI
- Suisse : 6 juillet 2006 sur TSR1
- Québec : 20 juillet 2006 sur Radio-Canada
- France : 2 septembre 2006 sur TF1

- États-Unis : 15,30 millions de téléspectateurs[22] (première diffusion)

- L. Scott Caldwell  (VF : Mireille Delcroix) (Rose)
- Sam Anderson  (VF : Jean-Pierre Leroux) (Bernard)
- Tony Lee (Jae Lee)
- Michael Emerson  (VF : Jean-Luc Kayser) (Henry Gale)
- Greg Joung Paik (Dr Je-Guy Kim)

Suite du 58e jour. Sun pense qu’elle est enceinte et demande à Sawyer de lui fournir un test de grossesse (c’est lui qui a tous les médicaments maintenant). Locke demande à Ana-Lucia d’interroger Henry, et elle le convainc de dessiner un plan pour arriver jusqu'à son ballon. Elle y part (en secret) avec Sayid et Charlie. Le test de Sun est positif. Le 59e jour, sur place, Ana-Lucia et les autres ne trouvent pas le ballon. Henry parle peu, mais il est très fort pour manipuler les gens, et on ne sait toujours pas de quel bord il est.
Résumé du flashback
- Cet épisode est centré sur Sun.

- Le test de grossesse a été fabriqué par la société Widmore.

### Épisode 17:Bloqué!
- États-Unis : 29 mars 2006 sur ABC
- Suisse : 6 juillet 2006 sur TSR1
- Belgique : 10 juillet 2006 sur RTL-TVI
- Québec : 27 juillet 2006 sur Radio-Canada
- France : 9 septembre 2006 sur TF1

- États-Unis : 16,21 millions de téléspectateurs[23] (première diffusion)

- Michael Emerson  (VF : Jean-Luc Kayser) (Henry Gale)
- Kevin Tighe  (VF : Marc Cassot) (Anthony Cooper)
- Andrea Gabriel  (VF : Marie Zidi) (Nadia)
- Theo Coumbis (Jimmy Bane)
- Katey Sagal  (VF : Ariane Deviègue) (Helen Norwood)
- Geoffrey Rivas (Père Chuck)

Suite du 59e jour. Ana-Lucia et les autres trouvent le ballon. Dans la station, des sons retentissent au haut-parleur, qui ressemblent à un compte à rebours, à l’issue duquel les lourdes portes de sécurité s’abaissent et isolent Locke (et Henry dans l’armurerie). La console où taper le code étant de l’autre côté, il faut trouver une solution pour passer. Locke a réussi à préserver un léger espace sous la porte principale grâce à un pied de biche ; en échange de la promesse de le protéger, Henry aide Locke à agrandir l’ouverture, mais Locke reste coincé en essayant de sortir. Henry part par le conduit d’aération pour aller taper le code, mais après cela il n’y a personne pour l’empêcher de s’enfuir. Après que l’alarme sonne, Locke est toujours coincé, et une figure, ou une carte, apparaît sur le métal. Pendant ce temps, sur la plage, Jack s’avère être un champion aux cartes, et Sawyer un joueur invétéré, qui perd tous les médicaments au jeu. La 59e nuit, Charlie, Sayid et Ana-Lucia reviennent avec la vérité sur Henry. On finit par apprendre comment Desmond était ravitaillé en nourriture.
Résumé du flashback
- Cet épisode est centré sur Locke.

### Épisode 18:Dans son monde
- États-Unis : 5 avril 2006 sur ABC
- Suisse : 6 juillet 2006 sur TSR1
- Belgique : 17 juillet 2006 sur RTL-TVI
- Québec : 3 août 2006 sur Radio-Canada
- France : 9 septembre 2006 sur TF1

- États-Unis : 16,38 millions de téléspectateurs[24] (première diffusion)

- Evan Handler  (VF : Patrick Messe) (Dave)
- Bruce Davison  (VF : Féodor Atkine ) (Dr Brooks)
- Michael Emerson  (VF : Jean-Luc Kayser) (Henry Gale)
- Ron Bottitta  (VF : Philippe Peythieu) (Leonard)

Le 60e jour, Libby convainc Hurley de détruire sa réserve secrète de sucreries et autres nourritures néfastes. Les autres survivants découvrent les cartons parachutés et se les partagent activement. Interrogé par Sayid, « Henry » s’emmêle dans ses mensonges, il finit par accepter qu’il est découvert ; les quelques paroles qu'il prononce indiquent qu’il est terrifié par le chef des « Autres », et que ce chef n’est pas l’homme à la (fausse) barbe (le pirate). La blessure de Locke est une petite fracture, il aura besoin de béquilles. Hurley à son tour a des hallucinations après Jack (son père), Shannon (Walt), Kate (un cheval), il voit un ancien compagnon d’internement : un certain Dave. « Henry » fait croire à Locke qu’il n’a pas appuyé sur le bouton.
Résumé du flashback
- Cet épisode est centré sur Hurley et Libby.
- Lors de la partie de puissance 4 l'adversaire d'Hurley répète les chiffres "04, 08, 15, 16, 23 et 42".
- Le dernier flashback est du point de vue de Libby, pas de Hurley, qui ne sait toujours pas où il l'a déjà vue.

### Épisode 19:S.O.S.
- États-Unis : 12 avril 2006 sur ABC
- Suisse : 13 juillet 2006 sur TSR1
- Belgique : 24 juillet 2006 sur RTL-TVI
- Québec : 10 août 2006 sur Radio-Canada
- France : 9 septembre 2006 sur TF1

- États-Unis : 15,68 millions de téléspectateurs[25] (première diffusion)

- L. Scott Caldwell  (VF : Mireille Delcroix) (Rose)
- Sam Anderson  (VF : Jean-Pierre Leroux) (Bernard)
- Wayne Pygram  (VF : Pierre Dourlens) (Isaac d'Uluru)
- Michael Emerson  (VF : Jean-Luc Kayser) (Henry Gale)

Le 61e jour, Bernard décide de prendre les choses en main, et il réunit une équipe de volontaires pour tracer un grand SOS sur la plage, en pierres noires. Sa motivation est anti-contagieuse et peu à peu les gens désertent le projet. Jack part avec Kate dans la jungle à la rencontre des « Autres », il veut échanger « Henry » contre Walt. Eko et Charlie continuent de construire leur église. La 61e nuit, Locke a des doutes sur la nécessité de continuer à s'occuper du code.
Résumé du flashback
- Cet épisode est centré sur Rose et Bernard.

### Épisode 20:Compagnon de déroute
- États-Unis /  Canada : 3 mai 2006 sur ABC / CTV
- Suisse : 13 juillet 2006 sur TSR1
- Belgique : 31 juillet 2006 sur RTL-TVI
- Québec : 17 août 2006 sur Radio-Canada
- France : 16 septembre 2006 sur TF1

- États-Unis : 15,56 millions de téléspectateurs[26] (première diffusion)
- Canada : 1,071 million de téléspectateurs[27]

- John Terry  (VF : Bernard Lanneau) (Dr Christian Shephard)
- Rachel Ticotin  (VF : Josiane Pinson) (Cpt. Teresa Cortez)
- Gabrielle Fitzpatrick (Lindsey)
- Michael Emerson  (VF : Jean-Luc Kayser) (Henry Gale)

Le 62e jour, terré dans son silence, « Henry » fait la grève de la faim, et il essaie de tuer Ana-Lucia lorsqu'elle tente de communiquer avec lui. Elle veut se venger et va auprès de Sawyer pour lui soutirer une arme. Jack et Kate ramènent Michael. Il raconte qu'il a trouvé le camp des autres, c'est un groupe de misérables vêtus de haillons, constitué surtout de femmes, habitant dans des tentes. Il a compté vingt-deux personnes, dotées de deux armes à feu qu'ils utilisent pour garder l'entrée d'une structure souterraine (probablement une autre station Dharma). Hurley veut faire quelque chose de romantique pour Libby, il décide de l'emmener en pique-nique. Michael tire sur Ana-Lucia (qui gardait Henry Gale), sur Libby (qui était venue dans le bunker pour chercher des couvertures), ainsi que sur lui-même afin de libérer Henry Gale pour que « les Autres », quant à eux, libèrent Walt.
Résumé du flashback
- Cet épisode est centré sur Ana-Lucia.
- Lors du premier flashback, on peut voir des voitures de police sur le parking portant les numéro 04, 08, 15, 16, 23 et 42.
- Ana-Lucia meurt dans cet épisode.

### Épisode 21:Sous surveillance
- États-Unis /  Canada : 10 mai 2006 sur ABC / CTV
- Suisse : 13 juillet 2006 sur TSR1
- Belgique : 7 août 2006 sur RTL-TVI
- Québec : 24 août 2006 sur Radio-Canada
- France : 16 septembre 2006 sur TF1

- États-Unis : 16,35 millions de téléspectateurs[28] (première diffusion)

- Nick Jameson  (VF : Patrick Floersheim) (Richard Malkin)
- Adetokumboh McCormack  (VF : Lucien Jean-Baptiste) (Yemi)
- Oliver Muirhead  (VF : Mathieu Buscatto) (Monseigneur)
- Melissa Bickerton  (VF : Dorothée Jemma) (Joyce Malkin)
- Brooke Anderson (Charlotte Malkin)
- Felix Williamson  (VF : Alexis Victor) (Dr Ian McVay)
- Peter Lavin (Caldwell)

Eko fait un rêve étrange, où il voit Ana-Lucia mourante, puis son frère Yemi lui demander d'aider Locke à trouver « le point d'interrogation ». Il prétexte de partir à la recherche de Henry pour se retrouver seul avec Locke. Celui-ci, courroucé, refuse de lui répondre quand il lui demande où se trouve ce point d'interrogation. Plus tard, Locke lui tend finalement un morceau de papier où il a tenté de reproduire le plan vu dans l'épisode Lockdown. Eko décide aussitôt de s'y rendre, bien que le croquis de John soit incomplet et trop peu précis (Locke explique même qu'il ignore s'il s'agit bien d'un plan). La 62e nuit, ils arrivent au lieu annoté d'un point d'interrogation sur le dessin de John. C'est le Beechcraft découvert dans l'épisode Deus Ex Machina. Ils découvrent finalement une trappe sous l'avion, qui conduit à une autre station, nommé la Perle (The Pearl). Cette station n'a qu'une seule pièce, contenant neuf écrans de télévision reliés à des caméras disposées dans d'autres bunkers (dont une seule est encore en marche, montrant la Station Cygne), un ordinateur et une cassette vidéo intitulée « Orientation ». Ce film explique que le but de la station est l'étude psychologique des personnes présentes dans les autres bunkers. Cela convainc Locke que le bouton de la station Cygne ne sert à rien, et il est furieux car il se sent manipulé. Eko, au contraire, croit que la tâche d'appuyer sur le bouton est encore plus importante maintenant. Pendant ce temps, au bunker, Libby finit par mourir. On découvre également que Sawyer avait caché les armes sous son matelas.
Résumé du flashback

### Épisode 22:Ces quatre là
- États-Unis /  Canada : 17 mai 2006 sur ABC / CTV
- Suisse : 20 juillet 2006 sur TSR1
- Belgique : 14 août 2006 sur RTL-TVI
- Québec : 31 août 2006 sur Radio-Canada
- France : 16 septembre 2006 sur TF1

- États-Unis : 14,67 millions de téléspectateurs[29] (première diffusion)
- Canada : 1,378 million de téléspectateurs[30]

- M.C. Gainey  (VF : Pascal Renwick) (Mr Friendly)
- Michael Bowen  (VF : Philippe Vincent) (Pickett)
- April Grace  (VF : Suzanne Sindberg) (Mlle Klugh)
- Tania Raymonde  (VF : Adeline Moreau) (Alex Rousseau)
- Malcolm David Kelley  (VF : Jules Azem) (Walt)

- Cet épisode est centré sur Michael (flashbacks de scènes sur l'île uniquement).

### Épisode 23:Vivre ensemble…
- États-Unis /  Canada : 24 mai 2006 sur ABC / CTV
- Suisse : 20 juillet 2006 sur TSR1
- Belgique : 21 août 2006 sur RTL-TVI
- Québec : 7 septembre 2006 sur Radio-Canada
- France : 23 septembre 2006 sur TF1

- États-Unis : 17,84 millions de téléspectateurs[31] (première diffusion)
- Canada : 1,52 million de téléspectateurs[32]

- Henry Ian Cusick  (VF : Bruno Choël) (Desmond Hume)
- Clancy Brown  (VF : José Luccioni) (Kelvin Joe Inman)
- Alan Dale  (VF : Igor De Savitch) (Charles Widmore)
- Sonya Walger  (VF : Stéphanie Lafforgue) (Penelope Widmore)

À l'issue de l'enterrement de Libby et Ana-Lucia, les rescapés aperçoivent au large un voilier en perdition. À l'intérieur de la cabine, Sayid, Jack et Sawyer découvrent Desmond. Après deux semaines de navigation, il n'a pas réussi à quitter les abords de l'île. Michael et les quatre - Kate, Sawyer, Hurley et Jack - désignés par les Autres partent à la recherche de Walt. Grâce au bateau, Sayid échafaude un plan pour déjouer la manipulation de Michael. Il est aidé par Jin et Sun. Alors qu'ils longent la côte, les navigateurs repèrent les restes d'une statue gigantesque: un pied à quatre orteils. Pendant ce temps, afin de percer le mystère du compte à rebours, Desmond et Locke s'isolent dans la salle des ordinateurs, tout en empêchant M. Eko d'y accéder. Ils veulent voir ce qui se passe une fois le temps écoulé. Tandis que les quatre désignés et Michael s'approchent du village des « Autres », Kate se rend compte qu'ils sont suivis. Après avoir abattu l'un des deux éclaireurs des « Autres », Jack oblige Michael à avouer tous ses mensonges et ses crimes au désespoir de Hurley.
Résumé du flashback
- Cet épisode est centré sur Desmond.
- Dans le flashback, Desmond récupère des effets personnels à la sortie de prison. Parmi elles, un roman de Charles Dickens : L'Ami commun (dénommé Notre ami commun dans l'épisode).

### Épisode 24:…Et mourir seul
- États-Unis /  Canada : 24 mai 2006 sur ABC / CTV
- Suisse : 20 juillet 2006 sur TSR1
- Belgique : 21 août 2006 sur RTL-TVI
- Québec : 15 septembre 2006 sur Radio-Canada
- France : 23 septembre 2006 sur TF1

- États-Unis : 17,84 millions de téléspectateurs[31] (première diffusion)
- Canada : 1,52 million de téléspectateurs[32]

- Henry Ian Cusick  (VF : Bruno Choël) (Desmond Hume)
- Clancy Brown  (VF : José Luccioni) (Kelvin Joe Inman)
- M.C. Gainey  (VF : Pascal Renwick) (Mr Friendly)
- Sam Anderson  (VF : Jean-Pierre Leroux) (Bernard Nadler)
- Tania Raymonde (Alex Rousseau)
- Michael Bowen (Pickett)
- April Grace  (VF : Suzanne Sindberg) (Mlle Klugh)
- Sonya Walger  (VF : Stéphanie Lafforgue) (Penelope Widmore)
- Michael Emerson  (VF : Jean-Luc Kayser) (Henry Gale)

Afin de déloger Locke et Desmond de la salle du compte à rebours, Eko et Charlie récupèrent la dynamite, laissée au creux d'un tronc, après l'ouverture de la trappe. L'explosion, qui manque de les tuer, n'atteint en rien le blindage de la porte. Grâce à l'Elizabeth, Sayid parvient jusqu'au village des Autres qui est totalement vide. Lors de sa reconnaissance, il constate avec stupeur que l'entrée de la nouvelle station, repérée quelques jours plus tôt par Michael, est fausse. Au beau milieu de l'île, l'équipe de secours trouve l'endroit d'où parviennent les pneumatiques de la station Perle et tombe dans une embuscade. Emmenés en bord de mer, Jack, Kate, Sawyer et Hurley sont accueillis par « Henry » qui semble être le chef de la petite troupe des Autres. Michael négocie avec lui les conditions de son départ. À l'intérieur de la chambre des ordinateurs, Desmond, consultant les registres récupérés à la Perle, se rend compte qu'il est le responsable du crash de l'avion d'Oceanic Airlines. Malgré ses avertissements, Locke croit toujours qu'il ne va rien se passer à la fin du compte à rebours. Après avoir déverrouillé les portes blindées et récupéré la clef de sécurité, Desmond descend vers le cœur de la station tandis que les objets métalliques volent vers le réacteur électromagnétique. Alors que Charlie, abasourdi, parvient à s'échapper de la station, Eko recueille la dernière confession de Locke. En dessous d'eux, Desmond active le système de sécurité… Dans toute l'île, une lumière aveuglante et un bruit assourdissant trahissent l'explosion du Cygne. Au moment où Michael récupère son fils et s'enfuit en bateau, Hurley est libéré ; Jack, Kate et Sawyer sont dans une mauvaise posture. La saison s'achève dans une station de recherche polaire où des scientifiques annoncent à l'ex-fiancée de Desmond, Penelope Wildmore, avoir repéré une anomalie électromagnétique.
Résumé du flashback
- Cet épisode est centré sur Desmond.

## Épisodes spéciaux

### DestinationLost
- États-Unis : 21 septembre 2005 sur ABC

- États-Unis : 15,27 millions de téléspectateurs[2] (première diffusion)

- Narrateur : Peter Coyote
- Épisode diffusé avant le 1er épisode.

### Lost: Reckoning
- États-Unis : 26 avril 2006 sur ABC

- Narrateur : Peter Coyote
- Épisode diffusé entre les épisodes 19 et 20.